# Tournan-en-Brie
Pour les articles homonymes, voir Tournan.
Tournan-en-Brie (prononcé [tuʁ.nɑ̃ ɑ̃ bʁi]) est une commune française située dans le département de Seine-et-Marne en région Île-de-France.

## Géographie

### Localisation
La commune est située à environ  27 kilomètres au nord de Melun, environ 25 kilomètres au sud de Meaux et 35 kilomètres à l'est de Paris.

### Communes limitrophes
Les communes limitrophes proches de Tournan-en-Brie incluent Gretz-Armainvilliers à 2,58 km, Favières à 2,68 km, Presles-en-Brie à 3,21 km, Liverdy-en-Brie à 4,39 km, Châtres à 4,45 km.
|                      | Favières        | Neufmoutiers-en-Brie  |
| Gretz-Armainvilliers | Tournan-en-Brie | Les Chapelles-Bourbon |
| Presles-en-Brie      |                 | Châtres               |

### Géologie et relief
La commune est classée en zone de sismicité 1, correspondant à une sismicité très faible. L'altitude varie de 86 mètres à 116 mètres pour le point le plus haut, le centre de la ville se situant à environ 97 mètres d'altitude (mairie).

### Hydrographie

#### Réseau hydrographique

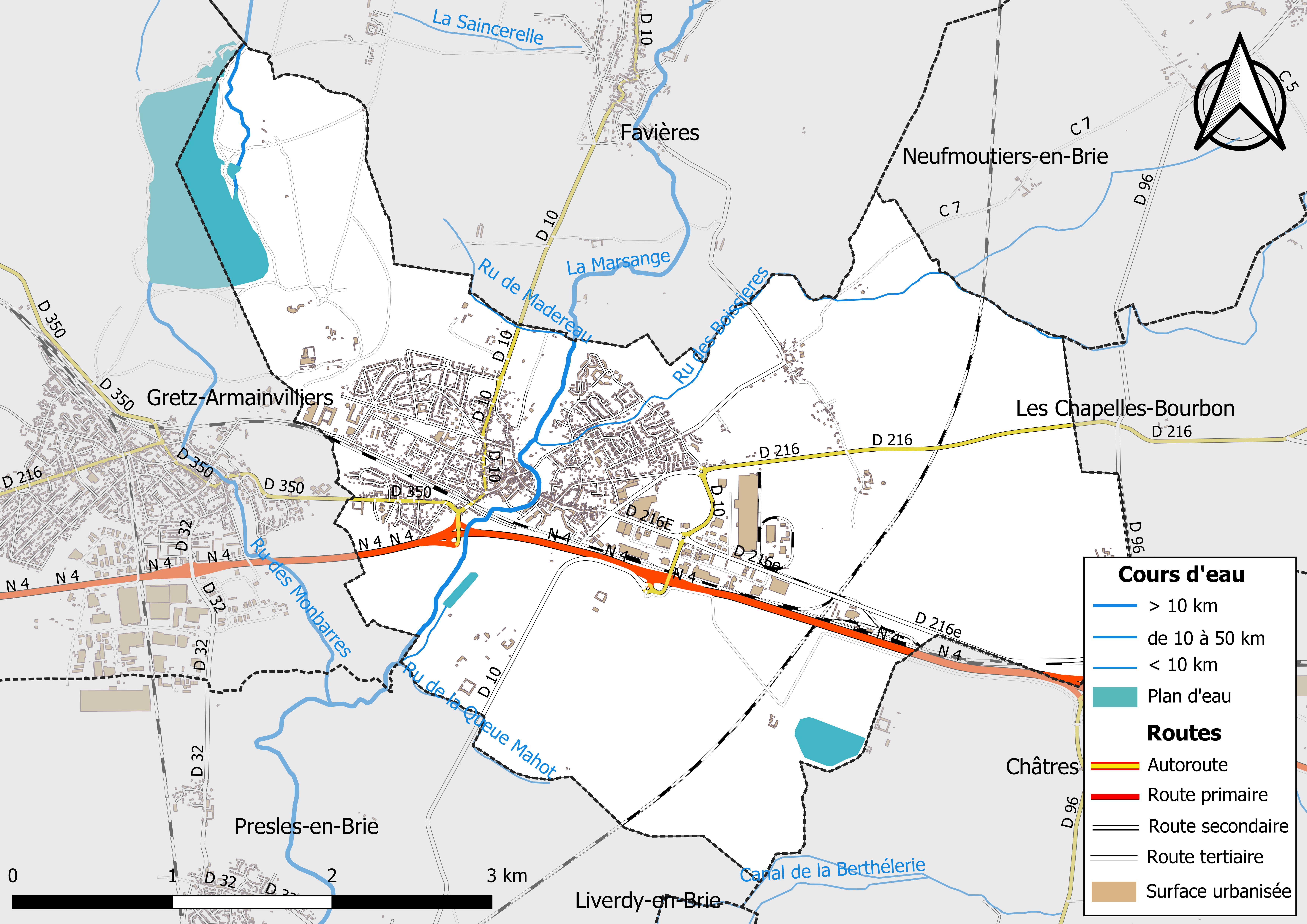
Carte des réseaux hydrographique et routier de Tournan-en-Brie.

Le réseau hydrographique de la commune se compose de sept cours d'eau référencés :
- la Marsange, longue de 30,39 km[4], affluent de l'Yerres en rive droite ;
  - le ru de la Queue Mahot, 1,43 km[5], et ;
  - le ru des Boissières, cours d'eau naturel et canal de 8,18 km[6], et ;
  - le ru des Monbarres, 12,66 km[7], affluents de la Marsange ;
- le ru de Madereau, 1,29 km[8] ;
- le cours d'eau 01 de la Commune de Tournan-en-Brie, 0,49 km[9] ;
- le canal de la Berthélerie, 2,30 km[10], qui conflue avec le ru de la Berthélerie.

La longueur totale des cours d'eau sur la commune est de 8,86 km.

#### Gestion des cours d'eau
Afin d’atteindre le bon état des eaux imposé par la Directive-cadre sur l'eau du 23 octobre 2000, plusieurs outils de gestion intégrée s’articulent à différentes échelles : le SDAGE, à l’échelle du bassin hydrographique, et le SAGE, à l’échelle locale. Ce dernier fixe les objectifs généraux d’utilisation, de mise en valeur et de protection quantitative et qualitative des ressources en eau superficielle et souterraine. Le département de Seine-et-Marne est couvert par six SAGE, au sein du bassin Seine-Normandie.
La commune fait partie du SAGE « Yerres », approuvé le 13 octobre 2011. Le territoire de ce SAGE correspond au bassin versant de l’Yerres, d'une superficie de 1 017 km2, parcouru par un réseau hydrographique de 450 kilomètres de long environ, répartis entre le cours de l’Yerres et ses affluents principaux que sont : le ru de l'Étang de Beuvron, la Visandre, l’Yvron, le Bréon, l’Avon, la Marsange, la Barbançonne, le Réveillon. Le pilotage et l’animation du SAGE sont assurés par le syndicat mixte pour l'assainissement et la gestion des eaux du bassin versant de l’Yerres (SYAGE), qualifié de « structure porteuse ».

### Climat
Pour des articles plus généraux, voir Climat de l'Île-de-France et Climat de Seine-et-Marne.
En 2010, le climat de la commune est de type climat océanique dégradé des plaines du Centre et du Nord, selon une étude du CNRS s'appuyant sur une série de données couvrant la période 1971-2000. En 2020, Météo-France publie une typologie des climats de la France métropolitaine dans laquelle la commune est exposée à un climat océanique altéré et est dans une zone de transition entre les régions climatiques « Sud-ouest du bassin Parisien » et « Nord-est du bassin Parisien ».
Pour la période 1971-2000, la température annuelle moyenne est de 10,8 °C, avec une amplitude thermique annuelle de 15,2 °C. Le cumul annuel moyen de précipitations est de 724 mm, avec 11,3 jours de précipitations en janvier et 7,9 jours en juillet. Pour la période 1991-2020, la température moyenne annuelle observée sur la station météorologique la plus proche, située sur la commune de Torcy à 15 km à vol d'oiseau, est de 12,1 °C et le cumul annuel moyen de précipitations est de 716,4 mm,. Pour l'avenir, les paramètres climatiques de la commune estimés pour 2050 selon différents scénarios d'émission de gaz à effet de serre sont consultables sur un site dédié publié par Météo-France en novembre 2022.

### Milieux naturels et biodiversité

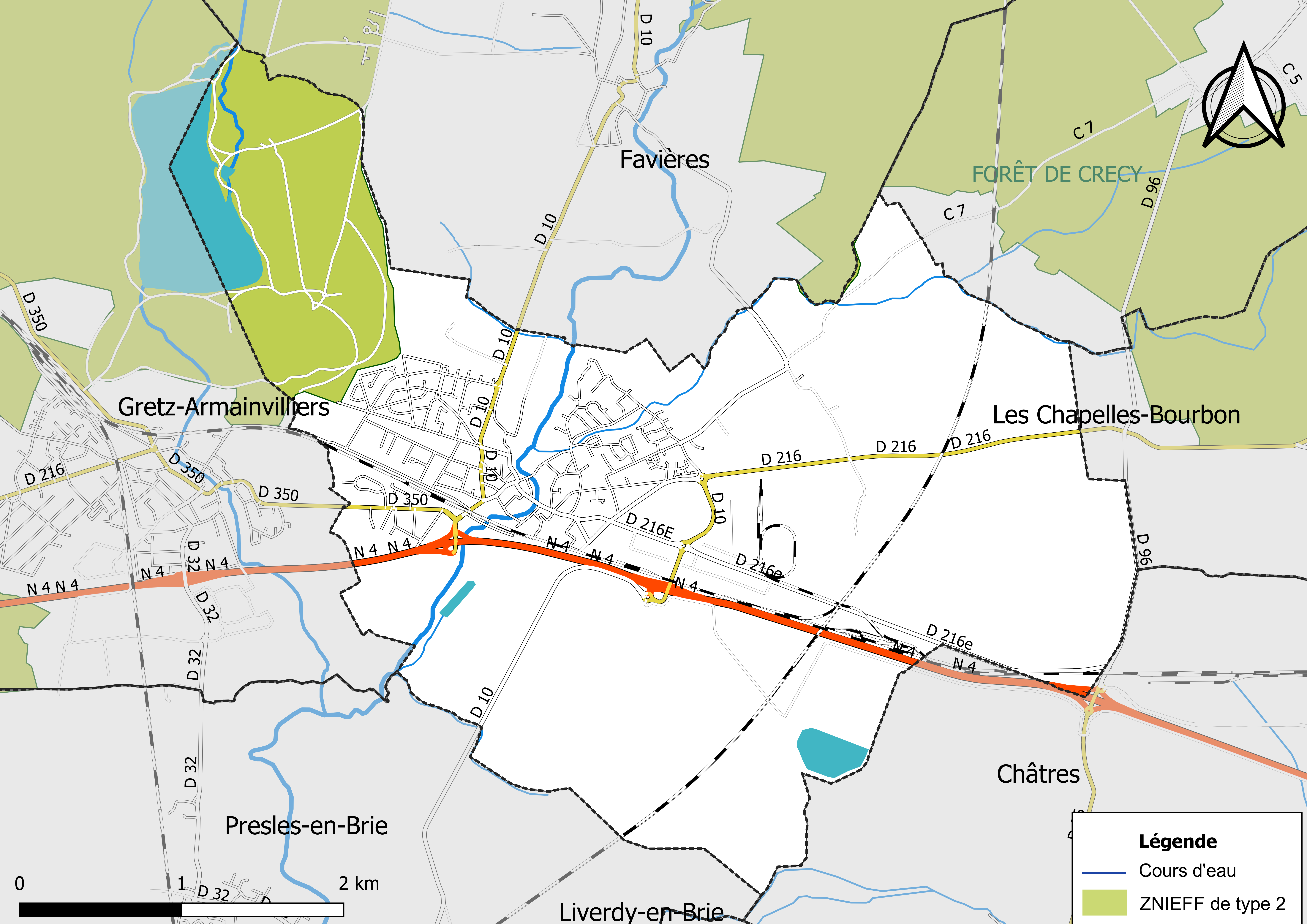
Carte des ZNIEFF de type 2 localisées sur la commune.

L’inventaire des zones naturelles d'intérêt écologique, faunistique et floristique (ZNIEFF) a pour objectif de réaliser une couverture des zones les plus intéressantes sur le plan écologique, essentiellement dans la perspective d’améliorer la connaissance du patrimoine naturel national et de fournir aux différents décideurs un outil d’aide à la prise en compte de l’environnement dans l’aménagement du territoire.
Le territoire communal de Tournan-en-Brie comprend une ZNIEFF de type 2,,, 
les « forêts d'Armainvilliers et de Ferrières » (5 682,94 ha), couvrant 12 communes du département.

## Urbanisme

### Typologie
Au 1er janvier 2024, Tournan-en-Brie est catégorisée centre urbain intermédiaire, selon la nouvelle grille communale de densité à sept niveaux définie par l'Insee en 2022.
Elle appartient à l'unité urbaine de Gretz-Armainvilliers, une agglomération intra-départementale regroupant deux  communes, dont elle est ville-centre,,. Par ailleurs la commune fait partie de l'aire d'attraction de Paris, dont elle est une commune de la couronne,. Cette aire regroupe 1 929 communes,.

### Occupation des sols
L'occupation des sols de la commune, telle qu'elle ressort de la base de données européenne d’occupation biophysique des sols Corine Land Cover (CLC), est marquée par l'importance des territoires agricoles (60 % en 2018), en diminution par rapport à 1990 (65,3 %). La répartition détaillée en 2018 est la suivante : 
terres arables (50,4% ), zones urbanisées (15,7% ), forêts (12,7% ), prairies (9,6% ), espaces verts artificialisés, non agricoles (5,3% ), zones industrielles ou commerciales et réseaux de communication (4,4% ), eaux continentales (1,6% ), milieux à végétation arbustive et/ou herbacée (0,2 %).
Parallèlement, L'Institut Paris Région, agence d'urbanisme de la région Île-de-France, a mis en place un inventaire numérique de l'occupation du sol de l'Île-de-France, dénommé le MOS (Mode d'occupation du sol), actualisé régulièrement depuis sa première édition en 1982. Réalisé à partir de photos aériennes, le Mos distingue les espaces naturels, agricoles et forestiers mais aussi les espaces urbains (habitat, infrastructures, équipements, activités économiques, etc.) selon une classification pouvant aller jusqu'à 81 postes, différente de celle de Corine Land Cover,,. L'Institut met également à disposition des outils permettant de visualiser par photo aérienne l'évolution de l'occupation des sols de la commune entre 1949 et 2018.

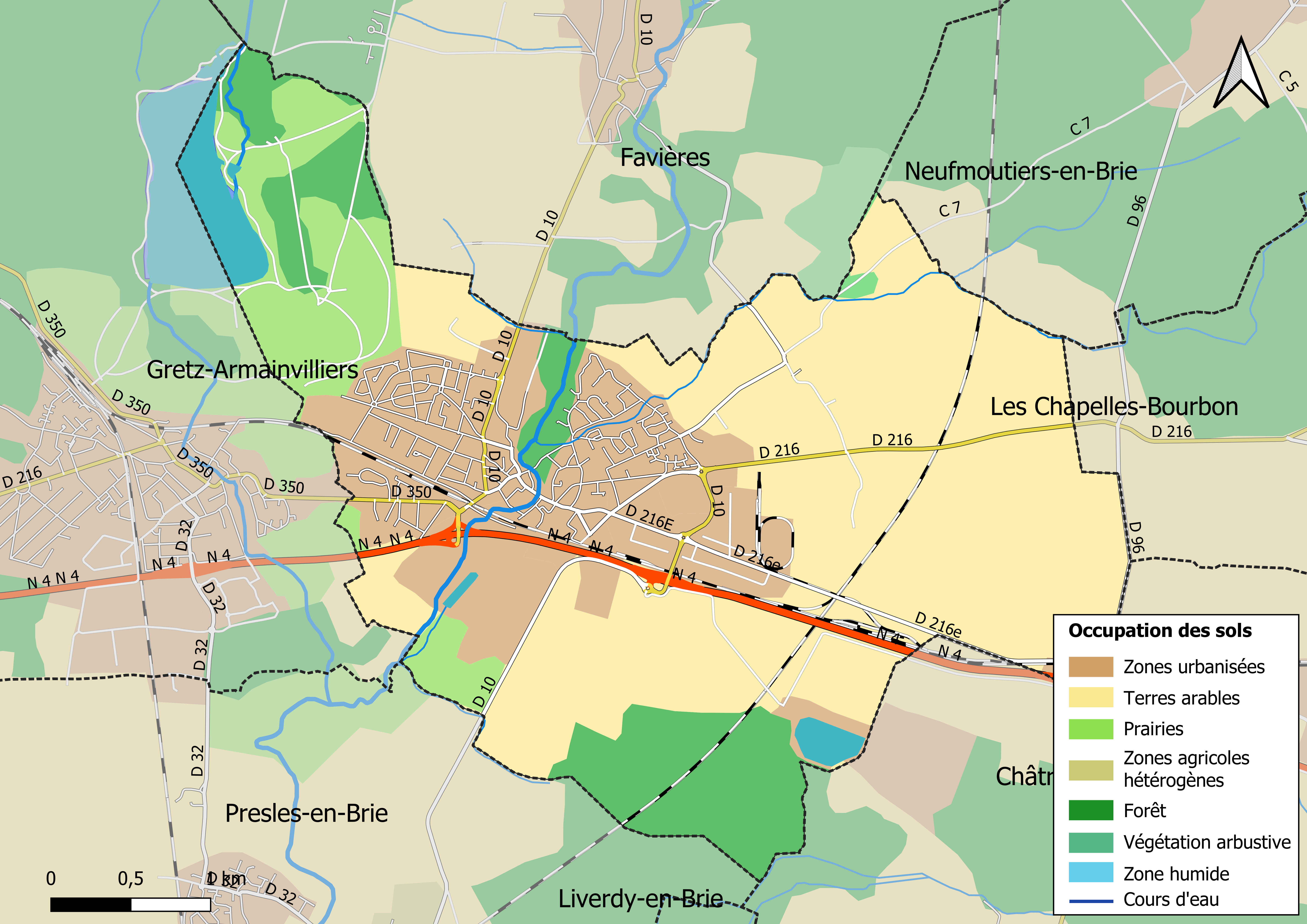
Carte des infrastructures et de l'occupation des sols en 2018 (CLC) de la commune.
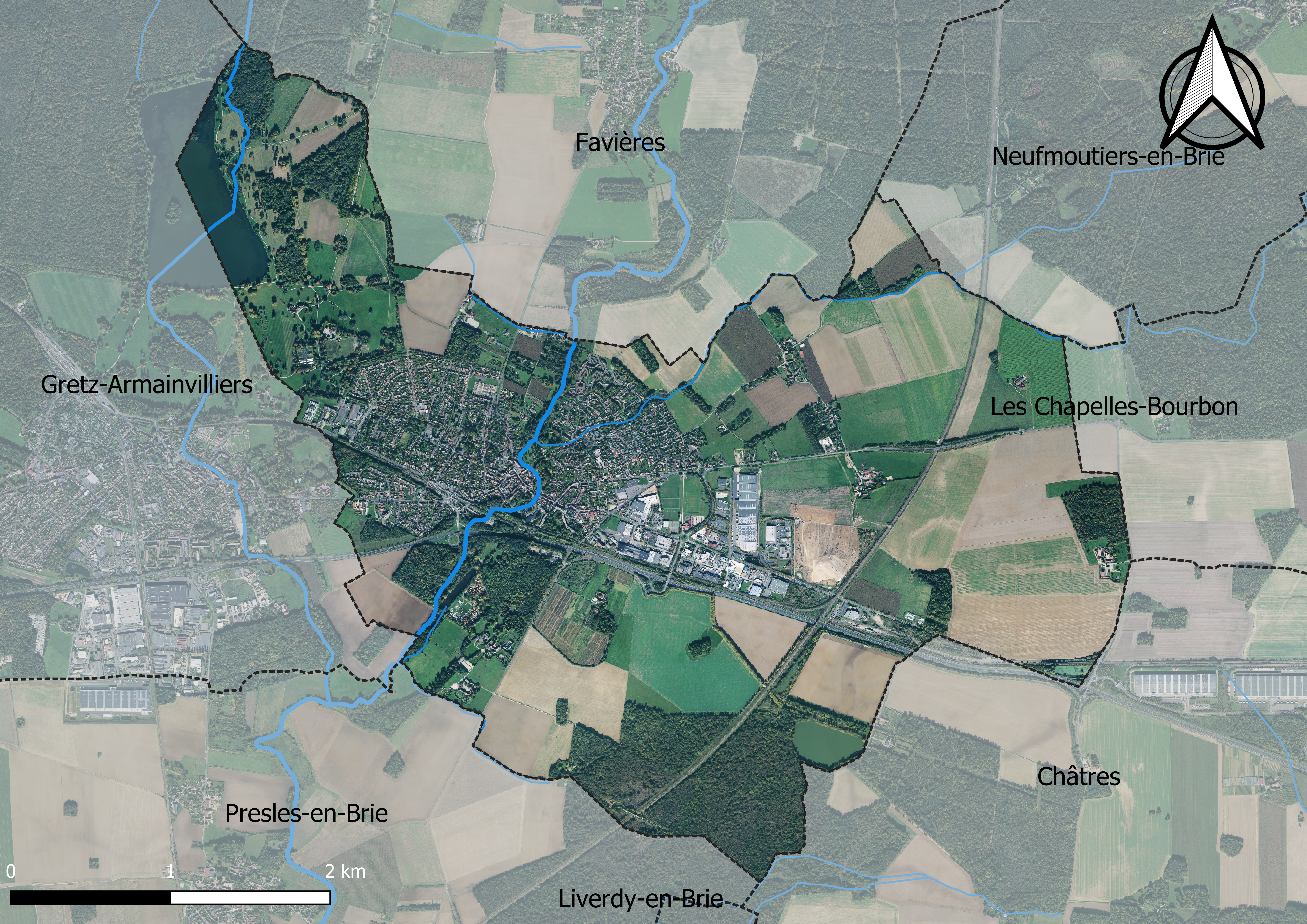
Carte orhophotogrammétrique de la commune.

### Morphologie urbaine
Tournan compte de nombreux quartiers résidentiels dont :
Le quartier du centre-ville, où se trouvent la mairie, l'église, l'école maternelle et primaire du Centre et la plupart des commerces. Ce quartier s'étend du pont ferroviaire au sud à la Rue des Carreaux au nord et de la poste à l'est à la Clinique de Tournan à l'ouest. Ce quartier possède un des symboles de la ville, la Fontaine de la Croix Blanche sur sa place pavée. Il est aussi la place historique du château médiéval dit « de Garlande » dont l'histoire est détaillée plus bas.
Le quartier de la Madeleine, où se trouvent l'école de la Madeleine, l'auberge de la Tourelle, un garage automobile homonyme, un stade de basket, le Dojo Michel-Amado, Le Travail Entraide et une antenne de la Croix Rouge. Située directement à l'est du centre-ville, « La Madeleine » est délimitée au nord par la rue du Maréchal-Foch, à l'est par la rue de la Croix-Saint-Marc et la rue de la Libération, à l'ouest par la rue du Marché et au sud par la route Nationale 4.
Le quartier dit du « Moulin à Vent » ou des « Prés Bataille », bien que le plus grand quartier résidentiel de la bourgade, il ne contient que deux institutions, l'école du Moulin à vent et la caserne des pompiers de Tournan. Situé directement au nord est du centre-ville, il s'étend de la rue René-Leblond au nord à la rue du Maréchal-Foch au sud et de la rue de Coulommiers à l'est à la rue de l'Abreuvoir à l'ouest.
Le quartier nouveau du Plateau ou du Val-des-Dames au sud-ouest du centre-ville où se trouvent la clinique gérontologique de Tournan, comme une ironie du sort en face des pompes funèbres de la Brie BBenoist, un garage automobile, l'institution musicale et festivalière de la ferme du plateau, et l'institution tournanaise de la MALT (MAison et Loisirs de Tous). Ce quartier se trouve principalement sur la rue de Paris (axe est-ouest) menant à Gretz-Armainvilliers commune limitrophe.
Le quartier nouveau de la Grille Blanche, deuxième grand quartier résidentiel de la ville, où se trouvent l'école primaire et maternelle Santarelli et le cimetière municipal. Bien qu'il ne fassent pas techniquement partie du quartier nous pouvons y compter le collège Jean-Baptiste Vermay  et le lycée Clément Ader qui y sont accolés. Il est délimité à l'est par la rue du président Poincaré, au nord par les cultures agricoles, au sud par la rue Georges-Clemenceau et à l'ouest par l'avenue du Général-de-Gaulle. Le quartier est parfois surnommé affectueusement par certains de ses habitants « GBI », acronyme de « Grille Blanche Internationale », il est lui-même découpé en plusieurs zones telles que « le Gros Noyer », « le rond-point du sapin », « le stade », « les champs » ou bien « Santarelli ». Il est en contact limitrophe avec le domaine d'Armainvilliers au nord-est.
Et la Zone Industrielle, à l'extrémité est de la ville qui comprend la salle de spectacle Claude-Santarelli, plusieurs terrains de tennis, un terrain de rugby, trois terrains de football et, bien sûr, divers entrepôts d'entreprises variées.

### Lieux-dits, hameaux et écarts
La commune compte 61 lieux-dits administratifs répertoriés consultables ici dont Villé.

### Habitat et logement
En 2018, le nombre total de logements dans la commune était de 3 722, alors qu'il était de 3 369 en 2013 et de 3 033 en 2008.
Parmi ces logements, 89,4 % étaient des résidences principales, 5,5 % des résidences secondaires et 5 % des logements vacants. Ces logements étaient pour 52,5 % d'entre eux des maisons individuelles et pour 43,2 % des appartements.
Le tableau ci-dessous présente la typologie des logements à Tournan-en-Brie en 2018 en comparaison avec celle de Seine-et-Marne et de la France entière. Une caractéristique marquante du parc de logements est ainsi une proportion de résidences secondaires et logements occasionnels (5,5 %) supérieure à celle du département (2,9 %) et à celle de la France entière (9,7 %). Concernant le statut d'occupation de ces logements, 56,6 % des habitants de la commune sont propriétaires de leur logement (56,3 % en 2013), contre 61,8 % pour la Seine-et-Marne et 57,5 pour la France entière.
| Typologie                                               | Tournan-en-Brie | Seine-et-Marne | France entière |
| ------------------------------------------------------- | --------------- | -------------- | -------------- |
| Résidences principales (en %)                           | 89,4            | 90,3           | 82,1           |
| Résidences secondaires et logements occasionnels (en %) | 5,5             | 2,9            | 9,7            |
| Logements vacants (en %)                                | 5               | 6,8            | 8,2            |

### Planification de l'aménagement
La commune dispose en 2019 d'un plan local d'urbanisme approuvé. Le zonage réglementaire et le règlement associé peuvent être consultés sur le Géoportail de l'urbanisme.

### Voies de communication et transports

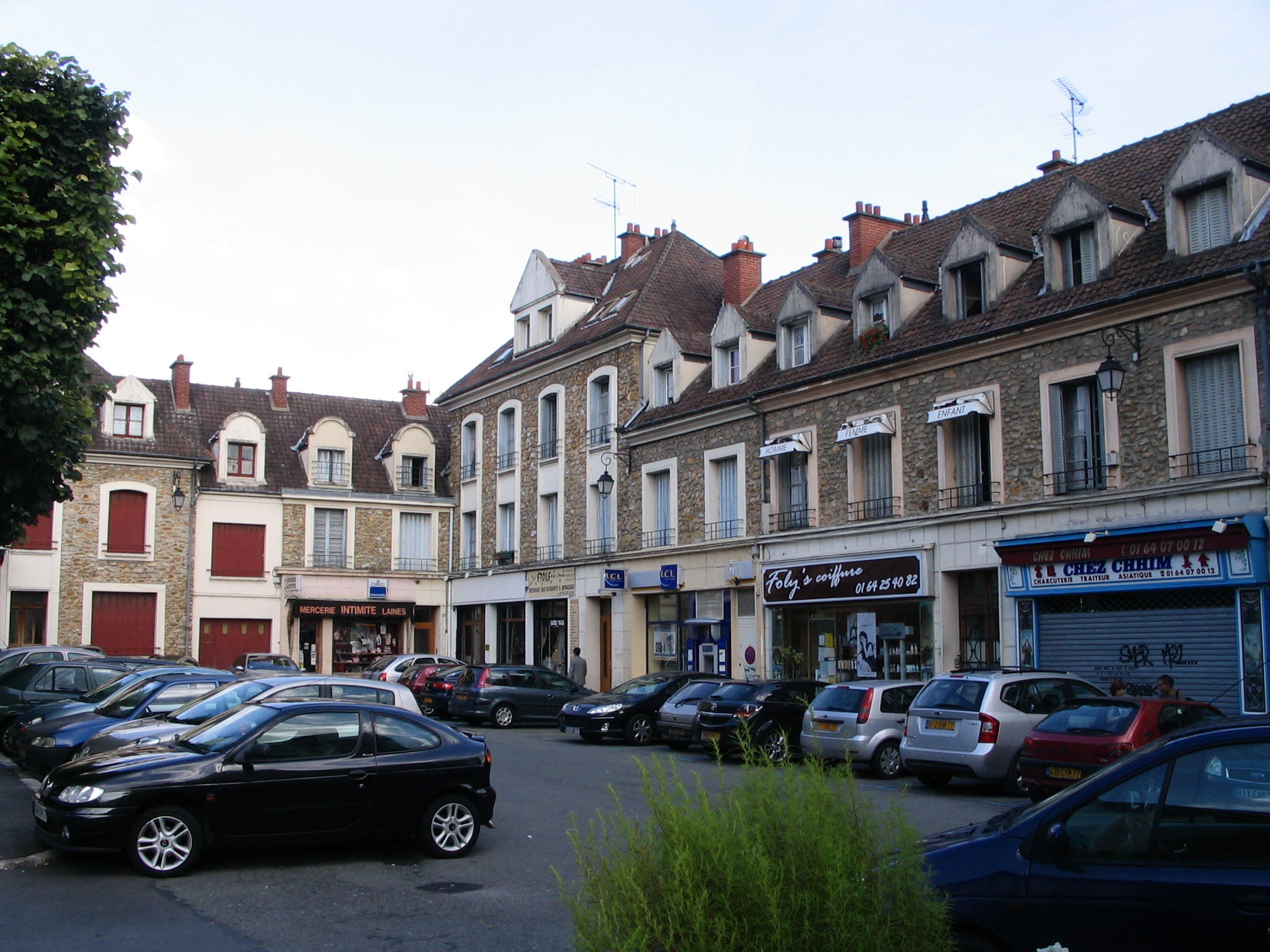
Rue de Paris.

Tournan-en-Brie est desservie par la gare de Tournan de la ligne P du Transilien et elle est le terminus de la ligne E du RER depuis le 14 décembre 2003. La ligne pourrait être prolongée jusqu'à la ZAC du Val Bréon. La commune est traversée par la RN 4 en direction de Paris ou Nancy, vers Pontault-Combault ou Rozay-en-Brie, vers Provins ou Meaux via la RN 36 et Melun via la RN 104.
La commune est desservie les lignes d'autobus suivantes :
- Lignes 3, 7, 11, 18, 21, 23, 30A, 121, 209, 309 et 409 du réseau de bus du Pays Briard ;
- Ligne 2292 du réseau de bus de Marne-la-Vallée ;
- Ligne 18 du réseau de bus Brie et 2 Morin ;
- Ligne 3214 du réseau de bus Provinois - Brie et Seine.

## Toponymie
Tournan est désigné sous les noms de Turnihamus, Turniacum, Tornemium, Tornan, Tornam puis Tournon et quelquefois Tounheim.

Du prélatin Turno (« butte, tertre ») et magos qui en gaulois signifie « marché ». Turno désigne des lieux situés sur une éminence.
Au cours de la Révolution française, la commune porte le nom de Tournan-l'Union.
En 1923, la commune, jusqu'alors nommée Tournan devient Tournan-en-Brie.

La Brie est une région naturelle située dans la partie orientale du bassin parisien, entre les vallées de la Marne, de l'Orge, de la Seine et la côte d'Île-de-France.

## Histoire
Au XIVe siècle, le château d'Armainvilliers y est mentionné comme appartenant à une branche cadette de la famille de Garlande, également seigneurs de Possesse et de Tournan, qui avaient notamment eu pour seigneurs : Guy de Garlande (qui vivait encore en 1186), Anseau Ier de Garlande (dont on ne connaît aucun titre), Anseau II de Garlande (qui vivait en 1192), Robert de Garlande et Anseau III de Garlande (de 1246 jusqu’en 1255).
En 1544, le château d'Armainvilliers donne refuge à François Ier après la prise de Château-Thierry par les troupes de Charles Quint. À partir de cette époque, il devient la résidence des seigneurs de Tournan. Au XVIIe siècle, il appartient aux Beringhen, puis au comte d'Eu et au duc de Penthièvre, mais il est en partie détruit pendant la Révolution française.
Les La Rochefoucault-Doudeauville le restaurent sous le Second Empire, y font remonter les boiseries du château de Bercy et aménager le parc. Acquis en 1877 par Edmond de Rothschild, le château est complètement rasé et remplacé par une résidence moderne construite entre 1880 à 1900, complétée par de luxueux pavillons de gardes, des fermes en style normand, de vastes communs, une grande orangerie, sur le modèle anglais dû aux architectes Félix Langlais et Émile Ulmann. Le parc, dû à Laîné, a réclamé d’immenses travaux de terrassement et de vallonnement.

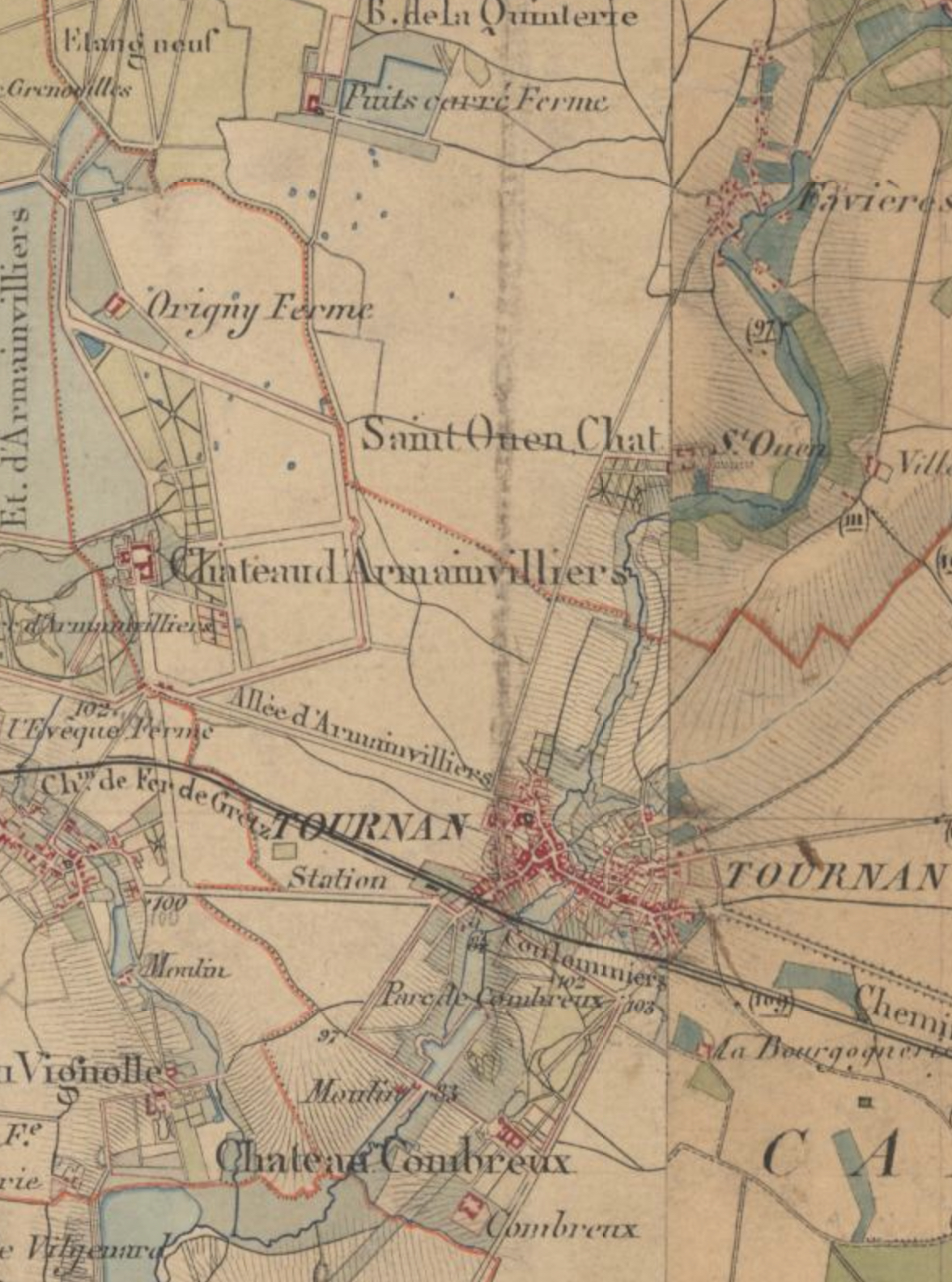
Tournan sur la carte d'état-major, vers 1850

Pendant la Première Guerre mondiale, une infirmerie y est aménagée et, pendant la Seconde Guerre mondiale, il est occupé par des troupes allemandes. Il a appartenu au roi du Maroc jusqu'en 2008.
Le 22 février 1792, des habitants de Tournan, guidés par le citoyen Chemin créent la « Société des amis de la liberté et de l’égalité » affiliée au Club des Jacobins. Le curé Pluquet de Tournan allait être une de leurs premières victimes. De son sermon du 16 septembre 1792, trois mots sont rapportés à Chemin[pas clair] : couronnes, crimes, cœur des rois. Une dénonciation est rédigée mais la population défend son curé et Chemin est malmené. Dans la nuit, avec Manens[Qui ?], il s’enfuit vers Paris. Au Comité de surveillance révolutionnaire, il porte plainte contre la municipalité de Tournan et le ministère de l’Intérieur, alerté, donne ordre au département de Seine-et-Marne de prendre les mesures nécessaires : le nom de Pluquet est alors inscrit sur la liste des suspects.
Le 22 juin 1944 Tournan-en-Brie a été bombardée par la 8th US Air Force de l’armée américaine. Pendant de nombreuses années il a été admis qu’il s’agissait d’une erreur, les bombardiers auraient manqué leur cible qui était le nœud ferroviaire de Gretz-Armainvilliers. Des recherches récentes dans les archives américaines, désormais accessibles, ont montré qu’il n’en était rien.
L’escadrille de 52 bombardiers B-24 Liberator, volant en formation de quatre Combat box de 12 à 13 avions chacun, avait des objectifs précis. Pour parfaitement repérer et viser les cibles l’escadrille avait pour ordre d’effectuer un premier passage au-dessus de Tournan-en-Brie et de Gretz-Armainvilliers avant de revenir pour lâcher les bombes.
Deux des Combat box ont pris pour cible la gare de triage de Gretz-Armainvilliers, un autre la gare elle-même et l’embranchement vers Bâle-Mulhouse, le dernier a bombardé le centre-ville de Tournan-en-Brie.
C’est en application du Transportation Plan destiné à retarder l’acheminement des renforts allemands vers le front de Normandie, où la bataille était encore indécise quinze jours après le débarquement que ces trois objectifs ont été bombardés. Initialement conçu pour s’appliquer aux voies ferrées, nœuds ferroviaires et matériel roulant correspondant, ce plan s’étendit après le débarquement aux nœuds routiers et aux infrastructures par lesquels les allemands acheminaient les renforts qu’ils ne pouvaient plus envoyer par la voie ferroviaire. Tournan-en-Brie sur l’axe Strasbourg-Paris, que traversaient de nuit les convois allemands, a de ce fait constitué une cible au même titre que la coupure de la liaison ferroviaire Mulhouse-Paris à Gretz-Armainvilliers. Les 100 tonnes de bombes qui furent déversées entre 19h14 et 19h20 sur les trois objectifs ont effectivement coupé pour un temps les liaisons ferroviaires et routières vers l’est. Le triage de Gretz-Armainvilliers a été rendu inutilisable jusqu’à la fin de la guerre. Les Allemands s’efforceront, à marche forcée, de rétablir la liaison ferroviaire Paris-Mulhouse, et de faire déblayer le centre de Tournan-en-Brie pour que la circulation routière vers l’est puisse reprendre au plus vite. Hélas le bombardement de la ville sur laquelle tombèrent 666 bombes de 100 livres (30 tonnes) créa la désolation. On releva 57 morts, dont treize enfants et de nombreux blessés. 287 immeubles dont la vieille église Saint-Denis et son prieuré furent détruits.
Plusieurs Tournanais furent tués au moment de la retraite allemande et d’autres morts au champ d’honneur ou en déportation, sans compter les 11 FFI fusillés à Villeneuve-Saint-Denis en août 1944.
Dans sa progression vers l'est, après avoir contourné Paris par le sud, une partie de la 3e armée américaine du général Patton (7e division blindée du 20e corps) libéra la ville le 26 août puis la traversa à grand renfort de matériels dont des porte-chars qui ne franchirent les passages délicats qu'après arasement des maisons gênantes à l'aide de bulldozers.
La commune a été décorée de la Croix de guerre 1939-1945 avec étoile d'argent le 11 novembre 1948.

## Politique et administration

### Rattachements administratifs et électoraux
Tournan-en-Brie se trouve dans le département de Seine-et-Marne. Rattachée depuis la Révolution française à l'arrondissement de Melun, elle intègre le 1er janvier 2017 l'arrondissement de Torcy afin de faire coïncider les limites d'arrondissement et celles des intercommunalités.
Elle fait partie depuis 1988 de la neuvième circonscription de Seine-et-Marne.
La commune était depuis 1793 le chef-lieu  du canton de Tournan-en-Brie avant d'être rattachée au canton d'Ozoir-la-Ferrière dans le cadre du redécoupage cantonal de 2014 en France.

### Intercommunalité
La commune a adhéré en 2013 à la communauté de communes Les Portes Briardes Entre Ville et Forêts -CC LPB-EVF), créée en 2010, après avoir envisagé de rejoindre la communauté de communes du Val Bréon.

### Tendances politiques et résultats
Lors du premier tour des élections municipales de 2014 en Seine-et-Marne, la liste DVG menée par le maire sortant Laurent Gautier obtient la majorité absolue des suffrages exprimés, avec 1 904 voix (54,87 %, 23 conseillers municipaux élus dont 6 communautaires), devançant très largement les listes menées respectivement par, :
 
- Frédérique Humbert (DVD, 1 038 voix, 29,91 %, 4 conseillers municipaux élus dont 1 communautaire) ;

- Martine Clement-launay (FN, 528 voix, 15,21 %, 2 conseillers municipaux élus).

Lors de ce scrutin, 37,55 % des électeurs se sont abstenus 	
Lors du premier tour des élections municipales de 2020 en Seine-et-Marne, la liste DVG menée par le maire sortant Laurent Gautier obtient la majorité absolue des suffrages exprimés, avec 2 011 voix (88,12 %, 28 conseillers municipaux élus dont 7 communautaires), devançant très largement celle RN menée par  Martine Clement-Launay, qui a obtenu 271 voix (11,87 %, 1 conseiller municipal élu).
Lors de ce scrutin marqué par la pandémie de Covid-19 en France, 58,29 % des électeurs se sont abstenus,.

### Liste des maires
| Période                                  | Période                   | Identité                      | Étiquette    | Qualité |
| ---------------------------------------- | ------------------------- | ----------------------------- | ------------ | --- |
| Les données manquantes sont à compléter. |                           |                               |              | |
| 1891                                     |                           | Paul Hastier                  |              | |
| 1915                                     | 1919                      | Joseph Feriaud                |              | |
| 1919                                     |                           | Edmond Forgemol de Bosquenard |              | |
| 1923                                     |                           | Frédéric Billard              |              | |
| 1924                                     |                           | Joseph Feriaud                |              | |
| 1925                                     |                           | Frédéric Billard              |              | |
| 1927                                     |                           | Louis Mentienne               |              | |
| 1928                                     |                           | Eugène Scola                  |              | |
| 1935                                     |                           | Lucien Pontlevé               |              | |
| 1937                                     |                           | Eugène Simon                  |              | |
| 1944                                     |                           | Maurice Guillaume             |              | |
| 1945                                     |                           | Henri Mathey                  |              | |
| octobre 1947                             | mars 1959                 | André Picart                  | RPF puis DVD | Conseiller général de Tournan-en-Brie (1949 → 1955) |
| mars 1959                                | mars 1977                 | René Leblond                  | UNR puis UDR | Conseiller général de Tournan-en-Brie (1961 → 1973) |
| mars 1977                                | mars 1989                 | Maurice Galy                  | DVD          | |
| mars 1989                                | juin 1995                 | Jean Thibout                  | DVD          | |
| juin 1995                                | septembre 2006            | Michel Barret                 | RPR puis UMP | Proviseur de lycée retraité Conseiller général de Tournan-en-Brie (1998 → 2004) Démissionnaire |
| octobre 2006                             | mars 2008                 | François Marchal              | DVD          | |
| mars 2008                                | En cours (au 2 juin 2022) | Laurent Gautier               | PS puis LREM | Chargé de mission Conseiller général de Tournan-en-Brie (2011 → 2015) Conseiller départemental d'Ozoir-la-Ferrière (2021 → ) Vice-président de la CC LPB-EVF (2014 → ) Réélu pour le mandat 2020-2026, |

### Politique de développement durable
Un mur antibruit d'environ 800 m de longueur est construit en 2018-2019 à l'initiative de la municipalité, le long de la nationale 4, dont le coût d'environ 900 000 €, qui devrait réduire de 5 db le bruit routier.

## Équipements et services publics

### Eau et assainissement
L’organisation de la distribution de l’eau potable, de la collecte et du traitement des eaux usées et pluviales relève des communes. La loi NOTRe de 2015 a accru le rôle des EPCI à fiscalité propre en leur transférant cette compétence. Ce transfert devait en principe être effectif au 1er janvier 2020, mais la loi Ferrand-Fesneau du 3 août 2018 a introduit la possibilité d’un report de ce transfert au 1er janvier 2026,.

#### Assainissement des eaux usées
En 2020, la gestion du service d'assainissement collectif de la commune de Tournan-en-Brie est assurée par le SICTEU Gretz-Armainvillers, Liverdy-en-Brie, Presles-en-Brie et Tournan-en-Brie pour le transport et la dépollution. Ce service est géré en délégation par une entreprise privée, dont le contrat arrive à échéance le 30 juin 2026,,.
L’assainissement non collectif (ANC) désigne les installations individuelles de traitement des eaux domestiques qui ne sont pas desservies par un réseau public de collecte des eaux usées et qui doivent en conséquence traiter elles-mêmes leurs eaux usées avant de les rejeter dans le milieu naturel. Le Syndicat mixte Centre Brie pour l'ANC (SMCBANC) assure pour le compte de la commune le service public d'assainissement non collectif (SPANC), qui a pour mission de vérifier la bonne exécution des travaux de réalisation et de réhabilitation, ainsi que le bon fonctionnement et l’entretien des installations,.

#### Eau potable
En 2020, l'alimentation en eau potable est assurée par le SMAEP de la région de Tournan-en-Brie qui en a délégué la gestion à l'entreprise Suez, dont le contrat expire le 11 mars 2031,,.

### Enseignement
La commune compte plusieurs équipements d'enseignement[réf. nécessaire] :
- École du Centre (maternelle [3 classes], Primaire [7 classes]) ;
- École Claude-Santarelli (maternelle [3 classes], primaire [6 classes]) ;
- École de la Madeleine (maternelle [4 classes]) ;
- École Odette-Marteau (primaire [10 classes]) ;
- École du Moulin-à-Vent (maternelle [4 classes]) ;
- Collège Jean-Baptiste-Vermay (environ 1 000 élèves) ;
- Lycée polyvalent Clément-Ader (environ 1 100 élèves).

### Lycée
La ville Tournan-en-Brie comporte un lycée qui a ouvert ses portes en 1993. C’est un établissement public qui compte en 2019 environ 1266 élèves. Il est sous la tutelle du Ministère de l’éducation nationale et fait partie de l’académie de Créteil. Son taux de réussite au baccalauréat est estimé à 93 % pour l’année 2019. Des voies générales et technologiques sont présentes: S, ES, L, STI2D, Bac pro, CAP. L’établissement dispose de locaux pour héberger les élèves qui souhaitent en bénéficier. Le lycée général et technologique Clément Ader de Tournan-en-Brie fait partie des 18 lycées de Créteil proposant cette option.

### Justice, sécurité, secours et défense
La commune dispose d'une brigade territoriale de gendarmerie nationale, qui met en place en 2018 des patrouilles de proximité, avec le renfort régulier de pelotons de surveillance et d’intervention de la gendarmerie (PSIG) de la compagnie de gendarmerie de Melun.
Elle dispose également d'une police municipale, qui s'est implantée en 2018 dans les anciens locaux du Trésor public, 55, rue de Paris.

## Population et société

### Démographie
L'évolution du nombre d'habitants est connue à travers les recensements de la population effectués dans la commune depuis 1793. Pour les communes de moins de 10 000 habitants, une enquête de recensement portant sur toute la population est réalisée tous les cinq ans, les populations de référence des années intermédiaires étant quant à elles estimées par interpolation ou extrapolation. Pour la commune, le premier recensement exhaustif entrant dans le cadre du nouveau dispositif a été réalisé en 2005.

En 2022, la commune comptait 8 324 habitants, en évolution de −5,16 % par rapport à 2016 (Seine-et-Marne : +3,92 %, France hors Mayotte : +2,11 %).
| 1793  | 1800  | 1806  | 1821  | 1831  | 1836  | 1841  | 1846  | 1851  |
| ----- | ----- | ----- | ----- | ----- | ----- | ----- | ----- | ----- |
| 1 568 | 1 720 | 1 547 | 1 646 | 1 811 | 1 806 | 1 765 | 1 721 | 1 619 |

| 1856  | 1861  | 1866  | 1872  | 1876  | 1881  | 1886  | 1891  | 1896  |
| ----- | ----- | ----- | ----- | ----- | ----- | ----- | ----- | ----- |
| 1 706 | 1 871 | 1 781 | 1 682 | 1 764 | 1 809 | 1 893 | 1 987 | 2 052 |

| 1901  | 1906  | 1911  | 1921  | 1926  | 1931  | 1936  | 1946  | 1954  |
| ----- | ----- | ----- | ----- | ----- | ----- | ----- | ----- | ----- |
| 2 037 | 2 164 | 2 240 | 2 248 | 2 205 | 2 248 | 2 365 | 2 301 | 2 524 |

| 1962  | 1968  | 1975  | 1982  | 1990  | 1999  | 2005  | 2006  | 2010  |
| ----- | ----- | ----- | ----- | ----- | ----- | ----- | ----- | ----- |
| 2 746 | 3 430 | 5 038 | 4 726 | 5 528 | 7 545 | 8 256 | 8 348 | 8 054 |

| 2015  | 2020  | 2022  | - | - | - | - | - | - |
| ----- | ----- | ----- | - | - | - | - | - | - |
| 8 822 | 8 429 | 8 324 | - | - | - | - | - | - |

La densité de population de Tournan-en-Brie est de 533,29 habitants par km². Le nombre de logements de Tournan-en-Brie a été estimé à 3 050 en 2007. Ces logements de Tournan-en-Brie se composent alors  de 2 946 résidences principales, 19 résidences secondaires ou occasionnels ainsi que 85 logements vacants.

### Vie culturelle
La vie culturelle de Tournan-en-Brie inclut notamment : la Maison des arts et des loisirs de tous (MALT) : ateliers théâtre, danse, arts plastiques, vidéo, loisirs créatifs, gymnastique, hatha yoga, généalogie, modélisme, le conservatoire Couperin et l'association Fortunella pour la promotion des musiques actuelles (répétitions, diffusion, formation).

### Manifestations culturelles et festivités
Tous les deux ans depuis 2009, la Fête médiévale fantastique et féerique attire des milliers de visiteurs dans les rues de la cité médiévale[réf. nécessaire].
On peut signaler également le Festival « Alors on danse ! », dont la 2e édition a eu lieu en mars 2018.

### Sports
Tournan-en-Brie pratique principalement le basket-ball (SC Gretz-Tournan Basket-Ball) et le handball (SC Gretz-Tournan Handball).
Le SC Gretz-Tournan handball est un club formateur ayant à de nombreuses reprises obtenu le label d'or et le label d'argent de la fédération française pour son école de handball qui est d'ailleurs devenue championne de Seine-et-Marne en 2009. En 2019, l'équipe Séniors Masculine s'est hissée en 8e de finale de la Coupe de France.
Le tournoi de handball sur herbe « Hand'Eole » qui a lieu au mois de juin au stade du Val-des-Dames de Gretz-Armainvilliers. Ce tournoi voit des dizaines d'équipes (moins de 10 ans) et (moins de 12 ans) jouer dans un esprit de fête.

## Économie

### Revenus de la population et fiscalité
En 2017, le nombre de ménages fiscaux de la commune était de 3 153 (dont 66 % imposés), représentant 8 146 personnes et la  médiane du revenu disponible par unité de consommation  de 23 960 euros.

### Emploi
En 2017 , le nombre total d’emplois dans la zone était de 3 340, occupant 4 038 actifs  résidants.
Le taux d'activité de la population (actifs ayant un emploi) âgée de 15 à 64 ans s'élevait à 68 % contre un taux de chômage de 9,2 %.
Les 22,8 % d’inactifs se répartissent de la façon suivante : 12,2 % d’étudiants et stagiaires non rémunérés, 5,4 % de retraités ou préretraités et 5,2 % pour les autres inactifs.

### Entreprises et commerces
En 2017, le nombre d'établissements actifs était de 260 dont 
5 dans l'agriculture-sylviculture-pêche, 20 dans l’industrie, 29 dans la construction, 153 dans le commerce-transports-services divers et 53  étaient relatifs au secteur administratif.
Ces établissements ont pourvu 2 805 postes salariés.
En 2019,  108 entreprises ont été créées sur le territoire de la commune, dont 80 individuelles.
Au 1er janvier 2020, la commune ne possédait aucun hôtel  mais un terrain  de camping disposant de  184 emplacements.
Une zone industrielle composée de PME et de PMI : Chaudronnerie inox, entreprise de peinture, sérigraphie, travaux publics se trouve[Quand ?] dans la commune, ainsi qu'une laiterie, Paris Lait, située en ville[réf. nécessaire].
Dans la zone d’activité de la Terre rouge est construit en 2017-2019 le plus grand entrepôt logistique français, de 180 000 m2, exploité par  ID Logistics et qui desservira les magasins Conforama du nord de la France. À la fin des trois tranches de construction, le bâtiment devrait employer 400 salariés,.

### Agriculture
Tournan-en-Brie est dans la petite région agricole dénommée la « Brie boisée », une partie de la Brie autour de Tournan-en-Brie. En 2010, l'orientation technico-économique de l'agriculture sur la commune est la culture de céréales et d'oléoprotéagineux (COP).
Si la productivité agricole de la Seine-et-Marne se situe dans le peloton de tête des départements français, le département enregistre un double phénomène de disparition des terres cultivables (près de 2 000 ha par an dans les années 1980, moins dans les années 2000) et de réduction d'environ 30 % du nombre d'agriculteurs dans les années 2010. Cette tendance se retrouve au niveau de la commune où le nombre d’exploitations est passé de 16 en 1988 à 5 en 2010. Parallèlement, la taille de ces exploitations augmente, passant de 96 ha en 1988 à 176 ha en 2010.
Le tableau ci-dessous présente les principales caractéristiques des exploitations agricoles de Tournan-en-Brie, observées sur une période de 22 ans : 
|                                      | 1988  | 2000 | 2010 |
| ------------------------------------ | ----- | ---- | ---- |
| Dimension économique,                |       |      |      |
| Nombre d’exploitations (u)           | 16    | 11   | 5    |
| Travail (UTA)                        | 54    | 19   | 13   |
| Surface agricole utilisée (ha)       | 1 540 | 944  | 878  |
| Cultures                             |       |      |      |
| Terres labourables (ha)              | 1 443 | 859  | 794  |
| Céréales (ha)                        | 903   | 443  | 511  |
| dont blé tendre (ha)                 | 455   | 306  | 322  |
| dont maïs-grain et maïs-semence (ha) | 304   | s    | s    |
| Tournesol (ha)                       | 76    |      |      |
| Colza et navette (ha)                | 114   | 107  | s    |
| Élevage                              |       |      |      |
| Cheptel (UGBTA)                      | 128   | 221  | 185  |

## Culture locale et patrimoine

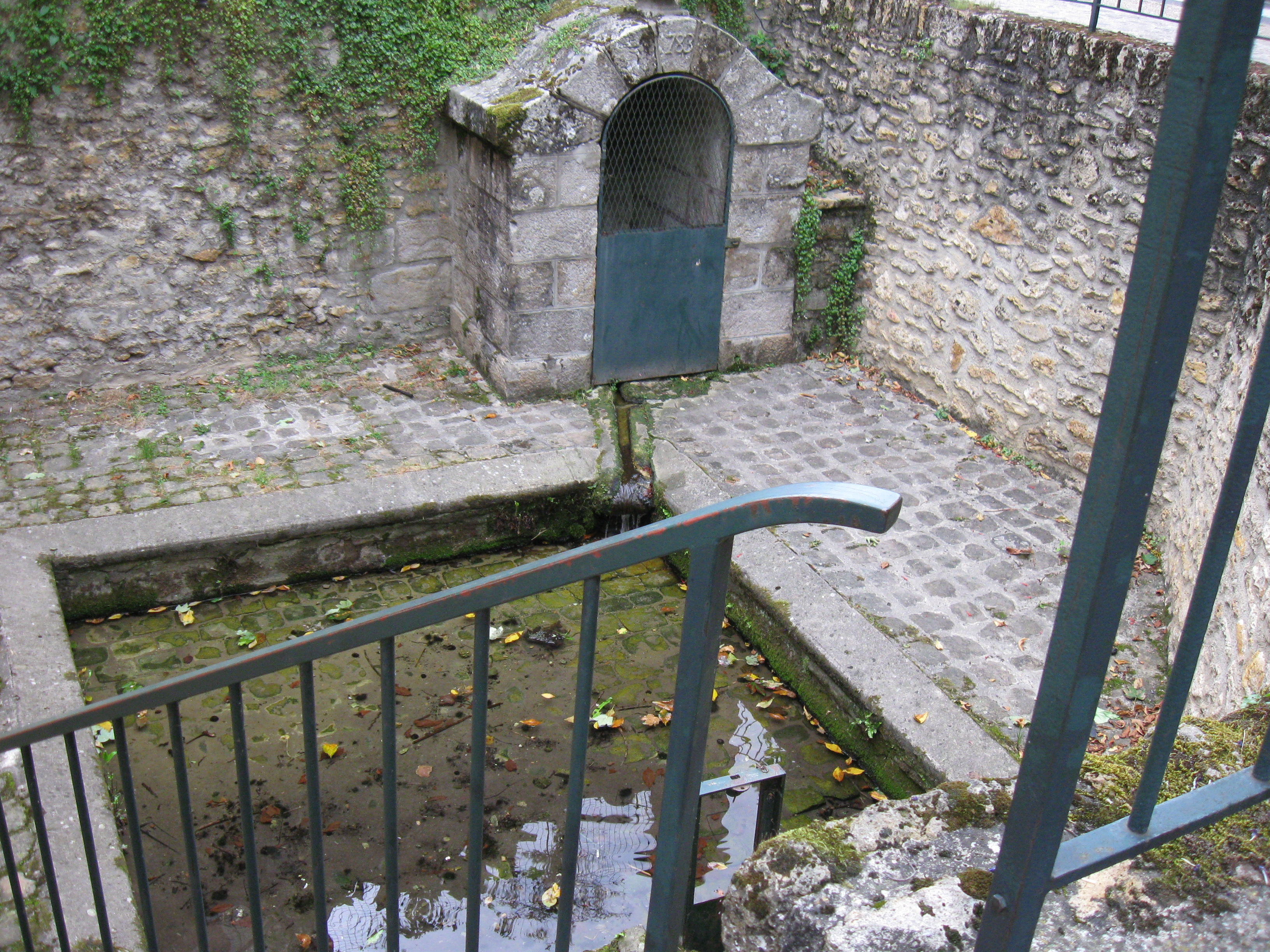
Le lavoir des Remparts alimenté par une source.

### Lieux et monuments
- Ancienne église Sainte-Marie-Madeleine, à la collation de l'archevêque de Paris, supprimée en 1792.
- Étang d'Armainvilliers. Parc d'Armainvilliers. Abords du château des Boulayes.
- Château d'Armainvilliers.
- Château de Combreux.
- Église Saint-Denis, construite en 1955-1957 par Grandjean, en remplacement de celle du XIIIe siècle démolie par le bombardement du 22 juin 1944. Recouverte de cuivre.
- Lavoir des Remparts (XVIIIe siècle), rue Marcel-Micheau (anciennement rue du Four-à-Ban).
- Château de Garlande, aujourd'hui mairie de Tournan-en-Brie

### Personnalités liées à la commune
Plusieurs personnalités sont originaires de Tournan-en-Brie, tels les peintres Jean-Baptiste Vermay (1786-1833) et Jules Lefebvre (1834-1912), mais également :
- Madame Isaac Pereire[pourquoi ?], Fondation Pereire ;
- Daniel Rebillard, né le 20 décembre 1948 à Tournan-en-Brie, coureur cycliste, champion olympique de la poursuite individuelle en 1968 ;
- Laurent Fignon (1960-2010), vainqueur du Tour de France et journaliste sportif, a résidé à Tournan de 1963 à 1974[80] ;
- Claude Santarelli dit Santa (1925-1979), sculpteur, a également résidé dans la commune ;
- Guy Gaucher (1930-2014), religieux, est né dans cette même commune ;
- Nathalie Martel, dite Zaïre-Nathalie ou Mademoiselle Nathalie (1816-1885), actrice de théâtre, pensionnaire de la Comédie Française et épouse du peintre Gustave Boulanger (1824-1888), est née dans la commune ;
- Jules Lefebvre (1834-1912), peintre français et professeur à l'Ecole des Beaux-Arts de Paris et à l'Académie Julian, est né à Tournan en Brie ;
- Camille Bernardin, dit Monsieur Camille (1831-1894), natif de Tournan-en-Brie, avocat, maire de Brie-Comte-Robert (1884-1888), conseiller général (1882-1894), fondateur dès 1861 de sociétés horticoles, du Journal des Roses (1877-1914) dont il sera le rédacteur-en-chef les huit premières années.
- Serge Humpich, ingénieur en électronique français né en 1963, qui résidait à Tournan-en-Brie lorsqu'il s'est rendu célèbre en déchiffrant la signature électronique des cartes bancaires françaises[81].
- Laink (Thomas Iturralde), youtubeur et streameur, originaire de cette même ville.

### Héraldique, logotype et devise
| Blason de Tournan-en-Brie | Blason  | De gueules à la porte de ville d'argent, flanquée de deux tours du même, au chef d'azur chargé de trois fleurs de lys d'or |
| Blason de Tournan-en-Brie | Détails | Le statut officiel du blason reste à déterminer.                                                                           |